# هربرت إرنست هارت
هربرت إرنست هارت (بالإنجليزية: Herbert Ernest Hart)‏ هو محامي نيوزلندي، ولد في 13 أكتوبر 1882، وتوفي في 5 مارس 1968 في ماسترتون ‏ في نيوزيلندا.